# Witold Wilkosz
 (juillet 2024).
Si vous disposez d'ouvrages ou d'articles de référence ou si vous connaissez des sites web de qualité traitant du thème abordé ici, merci de compléter l'article en donnant les références utiles à sa vérifiabilité et en les liant à la section « Notes et références ».
Witold Wilkosz, né le 14 août 1891 et mort le 31 mars 1941, est un mathématicien, physicien, philosophe et vulgarisateur scientifique polonais.

## Biographie
Witold Wilkosz est né le 14 août 1891 à Cracovie, fils de Jan, professeur de polonais, et Józefa née Vopalko. Il montre dès l'enfance un talent considérable pour les mathématiques et les langues. Il réussit son examen de fin d'études au lycée Jean III Sobieski (connu en Pologne sous le nom de Gimnasium). Avant d'obtenir son diplôme d'études secondaires, il écrit un article sur la sémiologie pour lequel il se voit offrir une bourse et une adhésion à la Morgenländische Gesselchaft Scienctific Society, ce qui lui permet d'étudier à l'Université de Beyrouth au liban. Après quelques mois, il retourne à Cracovie et entreprend des études de philologie à l'université Jagellonne. Au bout de deux ans, il décide de changer de se réorienter vers les mathématiques, qu'il étudie à Cracovie et à Turin. Il obtient son doctorat avec une thèse sur les intégrales de Lebesgue et commence à travailler comme professeur universitaire à son alma mater.
En 1920, il obtient une habilitation et devient professeur en 1936.
Le 6 novembre 1939, au cours de la Sonderaktion Krakau, vaste opération nazie contre les milieux intellectuels polonais, Witold Wilkosz est arrêté et emprisonné aux côtés d'autres intellectuels et professeurs de Cracovie. Toutefois, en raison d'une grave maladie, il est libéré le 9 novembre, avec neuf autres professeurs. Il commence alors à travailler comme enseignant et, pour compléter ses revenus, accepte un autre emploi dans la compagnie d'assurance Powszechny Zakład Ubezpieczeń Wzajemnych. Au cours des années suivantes, sa santé se détériore considérablement. Witold Wilkosz meurt d'une pneumonie le 31 mars 1941.

## Publications
- Z teorii funkcji absolutnie ciągłych i całek Lebesgue'a (thèse de doctorat), 1918
- Le funkcjach ściśle mierzalnych i Duhamelowskich wraz z zastosowaniami do teorii równań całkowych i różniczkowych, 1920
- Les propriétés topologiques du plan euclidien, Paris, 1931
- Liczę i myślę, Cracovie, 1938
- Jak powstała liczba, 1938
- Człowiek stwarza naukę, Cracovie, 1946